# Maagkanker
Maagkanker is kanker uitgaande van de maag. In Nederland treden ongeveer 2000 gevallen per jaar op. Nederland heeft daarmee een relatief lage incidentie binnen de EU.
Hoewel de vooruitzichten bij vroegtijdige opsporing niet slecht zijn, is vroegtijdige opsporing eerder uitzondering dan regel.
De maag ligt diep in het lichaam, een zich ontwikkelende tumor is onzichtbaar en zal ook niet snel klachten geven van pijn of door bijvoorbeeld ergens op te gaan drukken. Tegen de tijd dat zich duidelijke symptomen ontwikkelen is het dan ook meestal te laat.
Het gaat meestal om een adenocarcinoom van het maagepitheel. Leiomyosarcomen en lymfomen van de maag maken enkele procenten uit.

## Epidemiologie

Aantal doden op de 100.000 inwoners van elk land in 2004 aan maagkanker.

Maagkanker komt duidelijk meer voor in landen waar veel gezouten of gerookte gerechten worden gegeten, zoals Japan. De incidentie en sterfte van maagkanker is sinds de Tweede Wereldoorlog sterk gedaald, vermoedelijk omdat minder mensen in de jeugd besmet zijn geraakt met de Helicobacter pylori bacterie.
Dit geldt echter niet voor carcinomen die zijn gelokaliseerd in het overgangsgebied met de slokdarm. De incidentie van deze zogenaamde cardia-carcinomen is constant gebleven en mogelijk zelfs gestegen.

## Symptomen
- Maagpijn, vaak samenhangend met eten. Dit komt echter ook ontzettend vaak voor bij allerlei aandoeningen die geen maagkanker zijn. Bij mensen boven de 45 waarbij dergelijke klachten langer dan een paar weken bestaan of terugkeren na behandeling met maagzuurremmers, wordt daarom aanbevolen toch ten minste eenmaal een gastroscopie te doen.
- Vol gevoel, misselijkheid, overgeven, vaak een laat symptoom.
- Verminderde eetlust en gewichtsverlies, dit is meestal een laat symptoom.
- Harde gezwollen lymfklieren bij het sleutelbeen, dit zijn dan al uitzaaiingen.
- Geelzucht bij afsluiting van de galwegen.

De eerste symptomen zijn dus mild, kunnen vele andere oorzaken hebben, en komen ook heel vaak voor zonder dat er maagkanker bestaat. Als er eenmaal onmiskenbare symptomen optreden is het meestal te laat.
Premaligne afwijkingen
- Atrofische gastritis
- Intestinale metaplasie
- Maagdysplasie
- Maagpoliepen

## Behandeling
De meest toegepaste behandelingen bij maagkanker zijn:
- operatie, chirurgie
- bestraling, radiotherapie
- chemotherapie, behandeling met celdelingremmende medicijnen

## Risicofactoren
Er zijn enkele bekende risicofactoren en ziekten waarbij de kans op maagkanker groter is:
- infectie met Helicobacter pylori
- gebrek aan vitamine C
- bloedgroep A
- Pernicieuze anemie
- Hypogammaglobulinemie
- na een eerdere (partiële) gastrectomie (maagverwijdering)
- roken
- veel zout
- veel gerookte gerechten
- overgewicht, betreft carcinomen gelokaliseerd in het overgangsgebied met de slokdarm, de zogenaamde cardia
- erfelijkheidsfactor (3-5% van de maagkankers is genetisch bepaald)